# 오쿠조츄

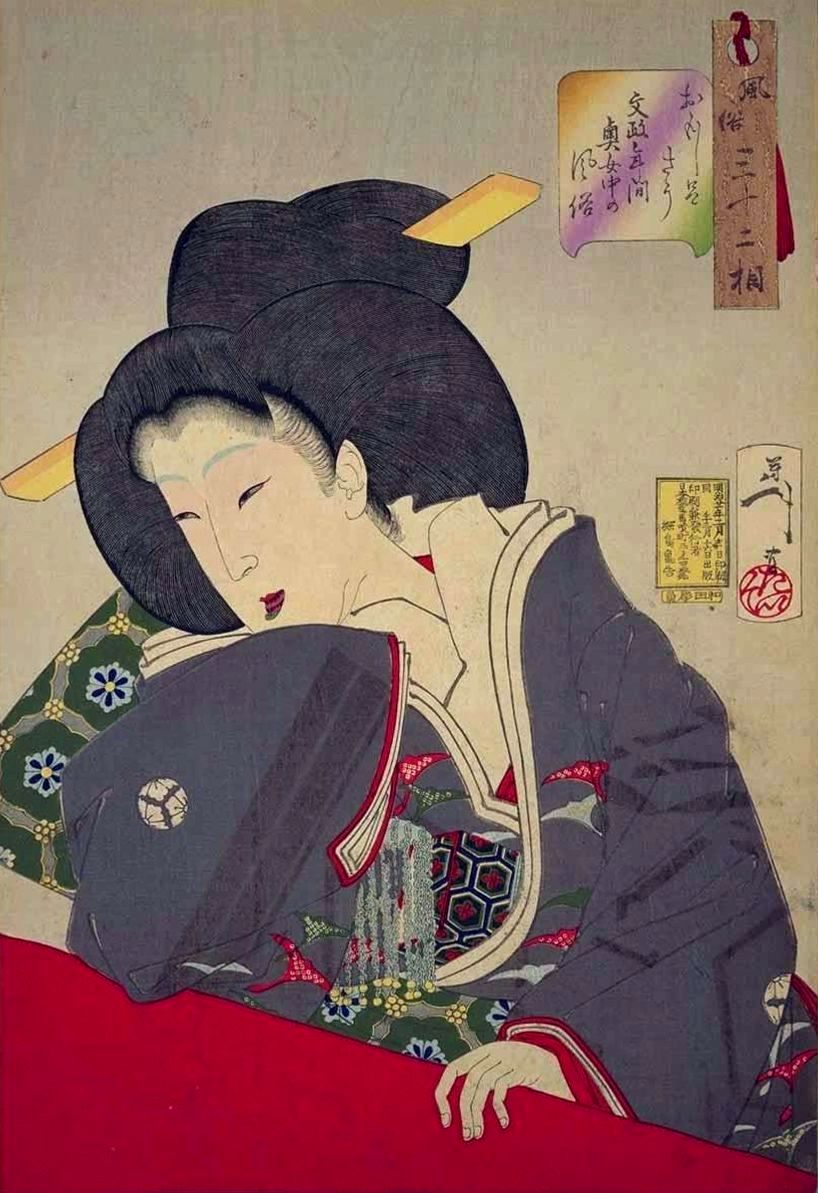
오쿠조츄

오쿠조츄 (일본어: 奥女中 おくじょちゅう[*])는 주로 에도 시대의 번 저택 오쿠나, 에도성 오오쿠에서 섬겼던 조츄를 가리키는 말이다. 고텐조츄(御殿女中（ごてんじょちゅう）)라고도 했다.
고슈덴에서 섬겼던 조츄는 고슈덴 조츄라고도 불렸다.

## 에도성 오오쿠의 오쿠조츄
조츄는 기본적으로 쇼군 소속과 미다이도코로 소속으로 나뉘었지만, 직책명은 동일했다. 하지만, 쇼군 소속 쪽이 격으로는 높았다. 또, 직책도 세세하게 나뉘어져 있어 상하관계가 크게 나타났다.
주군 소속 조츄와 미다이도코로 소속 조츄 두가지가 있는데, 주군 소속 조츄는 언제 어느때라도 주인이 잠자리를 요구하면 응하는 것이 봉공의 목적이며, 후계자를 낳으면 오헤야사마(お部屋様)로 불리고, 사후에는 ○○인님(○○院様)라 불리는 높은 신분이 되었다.  성안의 조츄 대부분이 하타모토의 딸이었는데, 오헤야사마가 되면 친정 일문도 고위 고쿠다카를 받게 되기 때문에, 출세의 수단으로 아름다운 여성을 자신의 양녀로 삼아 쇼군가에 봉공으로 보내는 하타모토도 있었다.
쇼군이 사망하거나 은거의 이유로 대가 바뀌었을 때에는 성안의 조츄도 원칙적으로는 전부 바뀌었고, 주군 소속 조츄는 토라노몬의 고요야시키 (아마야시키)에 1년간 들어가, 임신하지 않은 것을 확인하고 나서야 나올 수 있었다.

## 번 저택의 오쿠조츄
에도 시대의 번 저택에는, 에도성과 같이 번주 등의 처자가 사는 오쿠 (오쿠무키)가 있었다. 기본적으로는 오오쿠와 다를 바 없지만, 번에 따라 생활상 등은 달랐다.

## 주요 인물
- 카스가노츠보네 : 도쿠가와 막부 제 3대 쇼군 도쿠가와 이에미츠의 유모
- 에몬노스케노츠보네 : 제 5대 도쿠가와 츠나요시 시대에 오오쿠 총책임자를 맡았던 쇼군 소속 오쿠조츄
- 토요하라 : 제 6대 도쿠가와 이에노부 시기부터 7대 도쿠가와 이에츠구 시대에 필두로죠를 맡았던 쇼군 소속 오쿠조츄
- 에지마 : 제 7대 도쿠가와 이에츠구 시대에 세력을 떨쳤던 오토시요리
- 타마사와 : 제 10대 도쿠가와 이에하루 시대에 세력을 떨쳤던 오토시요리
- 오오사키 : 제 11대 도쿠가와 이에나리 소속 오토시요리
- 카라하시 : 도쿠가와 이에나리의 정실 고다이인 소속 죠로오토시요리
- 아네노코지 : 제 12대 도쿠가와 이에요시 소속 죠로오토시요리
- 타키야마 : 제 13대 도쿠가와 이에사다, 제 14대 도쿠가와 이에모치 시기의 오토시요리
- 이쿠시마 : 도쿠가와 이에사다의 정실 텐쇼인 소속 오토시요리
- 우타하시 : 도쿠가와 이에사다의 유모, 오오쿠 죠로오토시요리